# 福岡教育大学の人物一覧
福岡教育大学の人物一覧は福岡教育大学に関係する人物の一覧記事。

## 著名な教職員
- 曻地三郎（名誉教授）
- 平井正則（理科教育講座教授、天文学）
- 小泉令三（学校教育講座教授、教育心理学）

## OB・OG

### 政界
- 神本美恵子（参議院議員）
- 下野六太（参議院議員）

### 行政
- 江口勝（福岡県副知事）

### 財界
- 古岡秀人（学習研究社創業者）

### 研究者・学者
- 松延市次（言語学者）
- 熊丸真太郎（教育学者）

### 文学
- 安西均（詩人）
- 高橋睦郎（詩人）
- 竹下しづの女（俳人）
- 長谷健（芥川賞作家）

### 芸術
- 田崎広助（画家）
- 勝部太（声楽家）
- 杉森瑛徳（現代美術家）

### 芸能
- 武田鉄矢（俳優）
中途退学とはなったが、『3年B組金八先生』（TBS）シリーズなどが評価され、2008年に名誉学士号が授与されることとなった。なお、彼の演じる坂本金八も本学卒という設定である。
- サランマンドホ（歌手、内モンゴル出身）
- 黒木渚（ミュージシャン、作家）
- 丸竹夷（教育者、Youtuber）

### スポーツ
- 大村孟（プロ野球選手捕手・東京ヤクルトスワローズ）
- 森田浩史（サッカー選手・ヴァンフォーレ甲府FW）
- 神崎大輔（サッカー選手・ギラヴァンツ北九州MF）
- 真子秀徳（サッカー選手・ファジアーノ岡山）
- 中嶋雄大（サッカー選手・ギラヴァンツ北九州）
- 日高智樹（サッカー選手・ギラヴァンツ北九州）
- 久留貴昭（サッカー選手・V・ファーレン長崎）
- 小石哲也（サッカー選手・ガイナーレ鳥取）
- 有村光史（元サッカー選手、鳥栖、大分、名古屋、神戸、熊本）
- 戸田賢良（元サッカー選手、湘南、鳥取）
- 西岡大輝（サッカー選手・愛媛FC）
- 岡部平太（スポーツ指導者・日本で最初のアメリカンフットボール紹介者）

### マスコミ
- 郡司琢哉（テレビ熊本アナウンサー、気象予報士）
- 甲斐彩加（文化放送アナウンサー）

### その他
- 津山ちなみ（漫画家、中退）
- 都築泰壽（学校法人元理事長）
- 楠木早紀（競技かるた選手）

## 他大学出身の教授・関係者
- 玖村敏雄（元福岡学芸大学学長）